# Johann Christoph Wendland
Johan Wendland ou Johann Christoph Wendland (Petit-Landau, 17 de julho de 1755– Herrenhausen, 27 de julho de 1828) foi um botânico alemão .

## Publicações
- Hortus Herrenhusanus, 1788-1801
- Verzeichnis der Glas- und Treibhauspflanzen des Königlichen Berggartens zu Herrenhausen, 1797
- Botanische Beobachtungen nebst einigen neuen Gattungen und Arten, 1798
- Ericarum icones et descriptiones, 1798-1823
- Collectio plantarum tam exoticarum quam indigenarum, 1819.